# Жаркольское
Жаркольское (каз. Жаркөл) — бывшее село в районе имени Габита Мусрепова Северо-Казахстанской области Казахстана. Село входит в состав Дружбинского сельского округа. Код КАТО — 596643400.

## Население
В 1999 году численность населения села составляла 78 человек (40 мужчин и 38 женщин). По данным переписи 2009 года, в селе постоянное население отсутствовало.